# Кардель, Жан
Жан Карде́ль (фр. Jean Cardel; умер в 1715) — богатый протестант, промышленник в Туре.
Бежал от преследований в Маннгеймe в 1674 году, где нажил большое состояние. Подложными письмами заманенный во Францию, Кардель был посажен в венсенскую тюрьму, затем в Бастилию, где пробыл 30 лет и умер 3 июня 1715 года в 63-фунтовых оковах, несмотря на заступничество иностранных правительств. Требования об освобождении Карделя, исходившие от курфюрста, короля Вильгельма и Генеральных штатов так и не были удовлетворены.
```
и сам император тщетно требовали освобождения Кардела, которого Людовик XIV в итоге притворился мертвым.
```

## Упоминания
Шарль Альфред де Жанзе упоминает о нём в своей книге «Гугеноты. Сто лет преследования»:

Жан Кардель, родом из Тура, основал в Маннгейме крупную фабрику сукна. Ложно обвинённый (как это признаёт Ла Рейни в документе, находящемся в архивах префектуры полиции) в заговоре против личности короля, он был похищен французскими войсками, находящимися между Маннгеймом и Франкфуртом. Заключённый в Бастилию 4 августа 1690, несчастный Кардель оставался там в течение тридцати лет; разум его, как говорят заметки из Бастилии, был в помутнении, оставляя ему лишь редкие моменты просветления. 3 июня 1715 его нашли мёртвым в сырой камере, в которой он томился так долго; тело его было заковано в шестьдесят три фунта железных кандалов. Курфюрст, король Гильом, Генеральные Штаты и сам император впустую требовали освобождения Карделя, которого Людовик XIV в конце концов заморил до смерти.